# Grand Hotel (álbum)
Grand Hotel es el sexto álbum de estudio de la banda de rock británica Procol Harum, publicado en 1973. El disco señaló un cambio drástico en el sonido de la banda. El guitarrista Dave Ball, quien se había unido hace poco a la banda, abandonó la formación luego de la sesión fotográfica y de proponer la imagen de carátula, siendo reemplazado por Mick Grabham. La cabeza de Grabham fue superpuesta en el cuerpo de Ball en la carátula frontal y trasera del álbum. 
El álbum alcanzó la posición No. 21 en la lista estadounidense Billboard. Logró la posición No. 4 en Dinamarca, donde el grupo siempre tuvo una gran recepción.

## Lista de canciones
Todas las canciones fueron escritas por Gary Brooker y Keith Reid.

| Lado A |                    |          |  |
| N.º    | Título             | Duración |  |
| 1.     | «Grand Hotel»      | 6:10     |  |
| 2.     | «Toujours l'amour» | 3:31     |  |
| 3.     | «A Rum Tale»       | 3:20     |  |
| 4.     | «TV Caesar»        | 5:52     |  |

| Lado B |                                |          |  |
| N.º    | Título                         | Duración |  |
| 1.     | «A Souvenir of London»         | 3:23     |  |
| 2.     | «Bringing Home the Bacon»      | 4:21     |  |
| 3.     | «For Liquorice John»           | 4:27     |  |
| 4.     | «Fires (Which Burnt Brightly)» | 5:10     |  |
| 5.     | «Robert's Box»                 | 4:45     |  |

## Créditos
- Gary Brooker – voz, piano
- Mick Grabham – guitarra
- Chris Copping – órgano
- Alan Cartwright - bajo
- B.J. Wilson – batería
- Keith Reid – letras